# Kabinet-Kreisky II
De Oostenrijkse Bondsregering-Kreisky II regeerde van 4 november 1971 tot 28 oktober 1975. Het kabinet bestond in hoofdzaak uit ministers van de Sozialistische Partei Österreichs (SPÖ). De SPÖ had bij de parlementsverkiezingen van 1971 een absolute meerderheid verkregen. 
Op 23 juni 1974 verliet de partijloze minister van Buitenlandse Zaken, Rudolf Kirchschläger, het kabinet omdat hij was gekozen tot bondspresident als opvolger van de overleden Franz Jonas.
| Bondsminister                                                                 | Ambtsdrager                                                                 | Partij            | Staatssecretaris                                                                          |
| ----------------------------------------------------------------------------- | --------------------------------------------------------------------------- | ----------------- | ----------------------------------------------------------------------------------------- |
| Bondskanselier                                                                | Bruno Kreisky                                                               | SPÖ               | Ernst Eugen Veselsky (SPÖ) Elfriede Karl (SPÖ) Karl Lausecker (SPÖ, v.a. 18 januari 1973) |
| Minister zonder Portefeuille in het Bondskanseliersambt (tot 2 februari 1972) | Ingrid Leodolter                                                            | SPÖ               |                                                                                           |
| Vicekanselier en Bondsminister voor Sociale Zekerheid                         | Rudolf Häuser                                                               | SPÖ               |                                                                                           |
| Buitenlandse Zaken                                                            | Rudolf Kirchschläger (tot 23 juni 1974) Erich Bielka (v.a. 23 juni 1974)    | beiden partijloos |                                                                                           |
| Binnenlandse Zaken                                                            | Otto Rösch                                                                  | SPÖ               |                                                                                           |
| Onderwijs en Kunst                                                            | Fred Sinowatz                                                               | SPÖ               |                                                                                           |
| Justitie                                                                      | Christian Broda                                                             | SPÖ               |                                                                                           |
| Financiën                                                                     | Hannes Androsch                                                             | SPÖ               |                                                                                           |
| Land- en Bosbouw                                                              | Oskar Weihs                                                                 | SPÖ               | Günter Haiden (v.a. 8 juli 1974)                                                          |
| Handel, Nijverheid en Industrie                                               | Josef Staribacher                                                           | SPÖ               |                                                                                           |
| Verkeer                                                                       | Erwin Frühbauer (tot 17 september 1973) Erwin Lanc (v.a. 17 september 1973) | beiden SPÖ        |                                                                                           |
| Landsverdediging                                                              | Karl Lütgendorf                                                             | partijloos        |                                                                                           |
| Bouw en Techniek                                                              | Josef Moser                                                                 | SPÖ               |                                                                                           |
| Wetenschap en Onderzoek                                                       | Hertha Firnberg                                                             | SPÖ               |                                                                                           |
| Volksgezondheid en Milieu; ingesteld op 1 februari 1972                       | Ingrid Leodolter (v.a. 2 februari 1972)                                     | SPÖ               |                                                                                           |

Renner · Figl I · Figl II · Figl III · Raab I · Raab II · Raab III · Raab IV · Gorbach I · Gorbach II · Klaus I · Klaus II · Kreisky I · Kreisky II · Kreisky III · Kreisky IV · Sinowatz · Vranitzky I · Vranitzky I · Vranitzky III · Vranitzky IV · Vranitzky V · Klima · Schüssel I · Schüssel II · Gusenbauer · Faymann I · Faymann II · Kern · Kurz I · Bierlein · Kurz II · Schallenberg · Nehammer · Stocker